# Công thức tích phân lặp của Cauchy
Trong giải tích, công thức tích phân lặp Cauchy, đặt tên theo Augustin Louis Cauchy, cho phép ta biến nguyên hàm thứ n của một hàm số thành một tích phân duy nhất.

## Phát biểu
Gọi f là một hàm liên tục trên tập số thực. Khi ấy tích phân lặp thứ n của f tại a:
{\displaystyle f^{(-n)}(x)=\int _{a}^{x}\int _{a}^{\sigma _{1}}\cdots \int _{a}^{\sigma _{n-1}}f(\sigma _{n})\,\mathrm {d} \sigma _{n}\cdots \,\mathrm {d} \sigma _{2}\,\mathrm {d} \sigma _{1}},
có thể được tính bằng công thức
{\displaystyle f^{(-n)}(x)={\frac {1}{(n-1)!}}\int _{a}^{x}\left(x-t\right)^{n-1}f(t)\,\mathrm {d} t}.
Chứng minh
Một chứng minh đơn giản sử dụng quy nạp. Do f liên tục, trường hợp n = 1 suy ra từ định lý cơ bản của giải tích:
{\displaystyle {\frac {\mathrm {d} }{\mathrm {d} x}}f^{(-1)}(x)={\frac {\mathrm {d} }{\mathrm {d} x}}\int _{a}^{x}f(t)\,\mathrm {d} t=f(x)};
trong đó
{\displaystyle f^{(-1)}(a)=\int _{a}^{a}f(t)\,\mathrm {d} t=0.}
Giả sử điều này đúng với n, và ta cần chứng minh nó đúng với n + 1. Đầu tiên, sử dụng quy tắc tích phân Leibniz, ta có
{\displaystyle {\frac {\mathrm {d} }{\mathrm {d} x}}\left[{\frac {1}{n!}}\int _{a}^{x}\left(x-t\right)^{n}f(t)\,\mathrm {d} t\right]={\frac {1}{(n-1)!}}\int _{a}^{x}\left(x-t\right)^{n-1}f(t)\,\mathrm {d} t.}
Sau đó, áp dụng giả thiết quy nạp,
{\displaystyle {\begin{aligned}f^{-(n+1)}(x)&=\int _{a}^{x}\int _{a}^{\sigma _{1}}\cdots \int _{a}^{\sigma _{n}}f(\sigma _{n+1})\,\mathrm {d} \sigma _{n+1}\cdots \,\mathrm {d} \sigma _{2}\,\mathrm {d} \sigma _{1}\\&=\int _{a}^{x}{\frac {1}{(n-1)!}}\int _{a}^{\sigma _{1}}\left(\sigma _{1}-t\right)^{n-1}f(t)\,\mathrm {d} t\,\mathrm {d} \sigma _{1}\\&=\int _{a}^{x}{\frac {\mathrm {d} }{\mathrm {d} \sigma _{1}}}\left[{\frac {1}{n!}}\int _{a}^{\sigma _{1}}\left(\sigma _{1}-t\right)^{n}f(t)\,\mathrm {d} t\right]\,\mathrm {d} \sigma _{1}\\&={\frac {1}{n!}}\int _{a}^{x}\left(x-t\right)^{n}f(t)\,\mathrm {d} t\end{aligned}}}
Chứng minh được hoàn tất.

## Áp dụng
Trong giải tích phân số, công thức này có thể được dùng để xây dựng khái niệm differintegral, cho phép ta đạo hàm hoặc tích phân với số lần là một phân số. Lấy tích phân lặp phân số lần với công thức này rất đơn giản; ta có thể dùng n phân số nếu coi (n-1)! là Γ(n) (xem hàm gamma). Lấy đạo hàm cấp phân số có thể được thực hiện bằng cách lấy tích phân phân số, rồi lấy đạo hàm kết quả đó.